# Die Regenschirmmörder
Die Regenschirmmörder (Alternativtitel: Die Sache mit dem Regenschirm, Der Regenschirmmörder; Originaltitel: Le Coup du parapluie) ist ein französischer Spielfilm des Regisseurs Gérard Oury aus dem Jahre 1980.

## Handlung
Der Schauspieler Grégoire Lecomte ist auf der Suche nach einem neuen Job. Er träumt von seinem Erfolg in der Filmbranche, der sich nie erfüllt. Eines Morgens erhält Grégoire die lang ersehnte Chance. Er ist zu einem Vorstellungsgespräch mit einem Produzenten für die Rolle eines gewissenlosen Mörders eingeladen. Es ist für ihn undenkbar, dass er die Rolle nicht bekommen wird. Grégoire irrt sich aber in der Tür und landet im Büro des Mafia-Bosses Barbarini, der eigentlich Moskowitz, einen Auftragskiller, erwartet. Grégoire nimmt den angebotenen Job an – im Glauben, es drehe sich um einen Film. Er soll den milliardenschweren Waffenhändler Krampe (auch „Walfisch“ genannt) im Auftrag afrikanischer Politiker auf einer Party in St. Tropez ermorden. Mit der Tatwaffe ergibt sich auch der Titel des Filmes. Grégoire soll ihn nämlich mit einem umgebauten Regenschirm beseitigen, in dessen ausfahrbarer Spitze sich ein tödliches Gift befindet. Den Schirm hält er aber für ein einfaches Requisit.
Hinzu kommt, dass Grégoire ein Weiberheld ist, der mehrere Affären hat. Seine eifersüchtige Freundin, die Politesse Joysane, lässt ihn durch ihre Kolleginnen beobachten. Gleichzeitig ist auch die Polizei bereits auf den Fersen von Grégoire, weil diese durch Überwachung Babarinis glaubt, er sei der Killer Moskowitz, den sie bisher nicht fassen konnte.
Seine Leidenschaft bringt ihn mit der attraktiven Blondine Sylvette zusammen, diese ist jedoch in Wahrheit eine Undercover-Agentin des DST. Mit ihr fliegt Grégoire nach St. Tropez, aber sowohl der Killer als auch Grégoires Freundin Joysane folgen ihnen dorthin.
Bei Krampe angekommen, versucht dieser, Grégoire zweimal auszuschalten, was leider durch die Ungeschicklichkeit Grégoires beide Male misslingt. Letztendlich versucht Krampe ihn zu kaufen, wird aber im Pool, als er sein Markenzeichen (den Walfisch) vorführt, vom tatsächlichen Killer Moskowitz mit dem erbeuteten Schirm getroffen und getötet. Im selben Moment gibt auch Sylvette ihre Tarnung auf und erschießt Moskowitz. Als Grégoire schließlich klar wird, dass sein ganzes Abenteuer kein Film war, fällt ihm plötzlich ein, dass es allerdings eine sehr gute Geschichte für einen Film wäre; einige Zeit feiert Grégoire dessen Premiere in St. Tropez, da es ihm gelang, Barbarini zu „überreden“, dass dieser sein Geld in den Film investiert.

## Kritik
„Vergnügliche Verwechslungskomödie, teilweise mit Witz und Tempo inszeniert, aber nicht ohne Leerlauf, was teils an der dünnblütigen Story, teils am überstrapazierten Talent des Hauptdarstellers liegt.“

## Auszeichnungen
Der Filmeditor Albert Jurgenson wurde 1981 für den französischen Filmpreis César in der Kategorie Bester Schnitt nominiert, musste sich aber Martine Barraqué (Die letzte Metro) geschlagen geben.

## Hintergründe
Der Film wurde durch das Regenschirmattentat inspiriert.